# Стейк

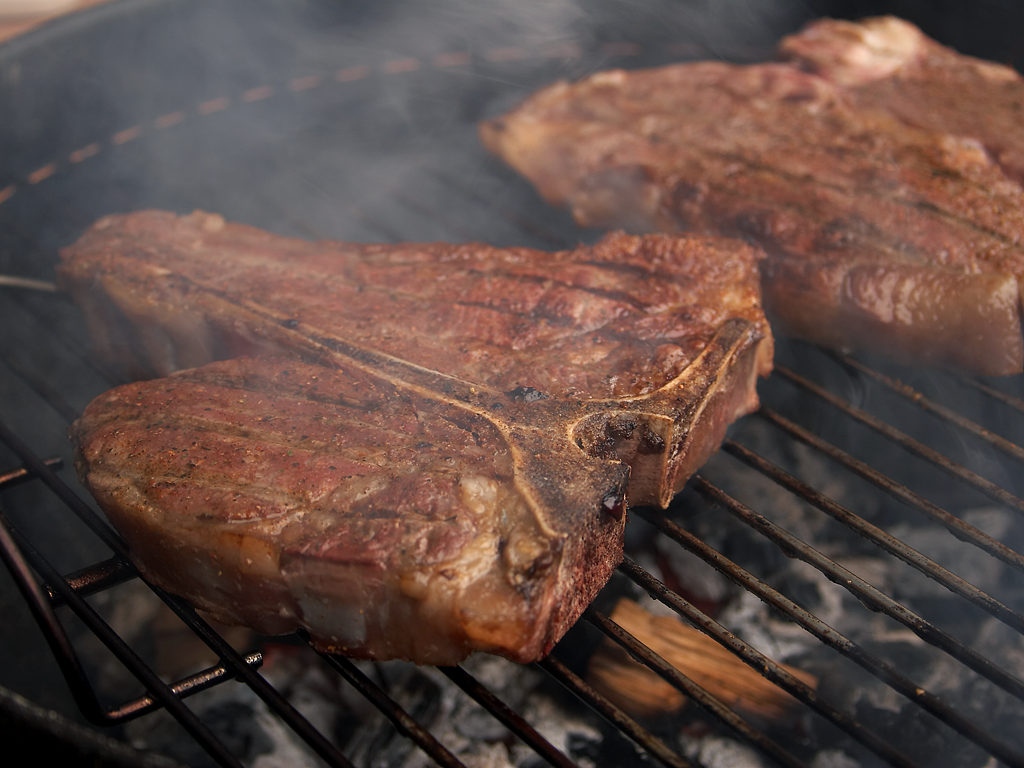
Тібоун-стейк на грилі

Стейк (англ. steak; від давньоскандинавського слова зі значенням «смажити») — якісно приготований товстий шматок м'яса, вирізаний з туші тварини (як правило, яловичини) поперек волокон.

## Історія
Історія стейка походить своїми коренями в часи Стародавнього Риму, де в храмах в час ритуалу жертвоприношення жерці смажили на решітках великі шматки яловичини для того, щоб покласти їх на божественний вівтар.
У середньовічній Європі яловичина мала погану репутацію: вона була майже завжди м'ясом старих корів і биків. Зайву велику рогату худобу забивали в ранньому віці: телятина була досить поширена в кухні заможних верств населення.
У Великій Британії стейк здобув визнання лише в XV столітті, в 1460 році його опис з'явився в рецептурній книзі, a три століття потому технологія приготування шматка м'яса, засмаженого на відкритому вогні, стала відома на материку.
Відправною точкою для зародження сучасної індустрії виробництва яловичини в Америці вважається той момент, коли Колумб привіз в Новий світ через Атлантику велику рогату худобу породи Лонгхорн. Існує думка, що класичні стейки — суто американська національна страва і чи не єдиний цінний внесок США у світову кухню. Не випадково саме тут був створений справжній культ стейка, що став частиною національної культури. І сьогодні саме ця країна є одним з провідних експортерів яловичини. У США її виробництво перебуває під наглядом держави.
Тут існують дуже високі критерії відбору м'яса для стейків — суворі градації і жорсткі стандарти по відгодівлі, забою і ветеринарному контролю худоби. Крім Америки великими виробниками яловичини є Австралія і Аргентина.

## Види стейків
Зазвичай, яловичі стейки — дорога страва, оскільки м'ясо для них уживають з найкращих частин туші бичків. Для їх приготування підходить близько 7–10 відсотків від усієї туші тварини. Сучасна кухня виділяє наступні види стейків, назва яких залежить від того, з якої частини туші було вирізано м'ясо:
- Ріб-стейк — вирізається з підлопаткової частини туші, має велику кількість жирових прожилок;
- Клаб-стейк — вирізається з спинної частини на ділянці товстого краю найдовшого м'яза спини, має невелику реберну кістку;
- Тібоун-стейк (стейк на Т-подібної кістки) — вирізається з ділянки туші на межі спинної і поперекової частини в області тонкого краю найдовшого м'яза спини і тонкого краю вирізки, тому складається відразу з двох видів стейкового м'яса — філе-міньйон з одного боку і кісточки Нью-Йорк з іншого;
- Портерхаус-стейк — вирізається з поперекової частини спини в області товстого краю вирізки;
- Стріплойн-стейк — вирізається з поперекової частини спини в області головної частини вирізки;
- Раундрамб-стейк — вирізається з верхнього шматка тазостегнової частини;
- Філе-міньйон — поперечний тонкий зріз центральній частині філейної вирізки, найніжніше і пісне м'ясо, ніколи не буває «з кров'ю»;
- Шатобріан — товстий край центральної частини яловичої вирізки (може смажитися цілком, може бути поданий порцією, частіше всього на дві особи). Цей стейк подається не стоячи, а викладається на тарілці в довжину;
- Торнедос — маленькі шматочки з тонкого краю центральної частини вирізки (використовується для приготування медальйонів);
- Скірт-стейк — не найніжніший шматок м'яса з пашини.

## Ступені просмажування
У відповідності до американської системи класифікації розрізняють сім ступенів просмажування стейків:
- EXTRA-RARE або BLUE ― прогріте до 46–49° C і швидко «закрите» на грилі м'ясо. Стейк сирий, але не холодний;
- RARE (з кров'ю) непросмажене м'ясо з кров'ю (200 градусів, 2–3 хвилини) обсмажене зовні, стейк червоний усередині, t° м'яса ― 49–55 °C;
- MEDIUM RARE (слабкої просмажки), м'ясо доведене лише до стану відсутності крові, з соком яскраво вираженого рожевого кольору (190–200°, 4–5 хвилин), t° м'яса ― 55–60° C;
- MEDIUM (середньої просмажки) середньопросмажене м'ясо, стейк усередині містить світло-рожевий сік (180°, 6-7 хвилин), t° м'яса ― 60–65° C;
- MEDIUM WELL (майже просмажене м'ясо), стейк з прозорим соком (180°, 8–9 хвилин), t° м'яса 65–69° C;
- WELL DONE (просмажене) абсолютно просмажене м'ясо, майже без соку (180°, 8–9 хвилин + доготування в пароконвектоматі), t° м'яса 71–100° C;
- TOO WELL DONE або OVERCOOKED (сильно просмажене). Якщо в попередньому ступені просмажування передбачається мінімальна наявність м'ясного соку, то в цьому його немає зовсім. Тут t° м'яса > 100° C.